# Bornö hydrografiska fältstation

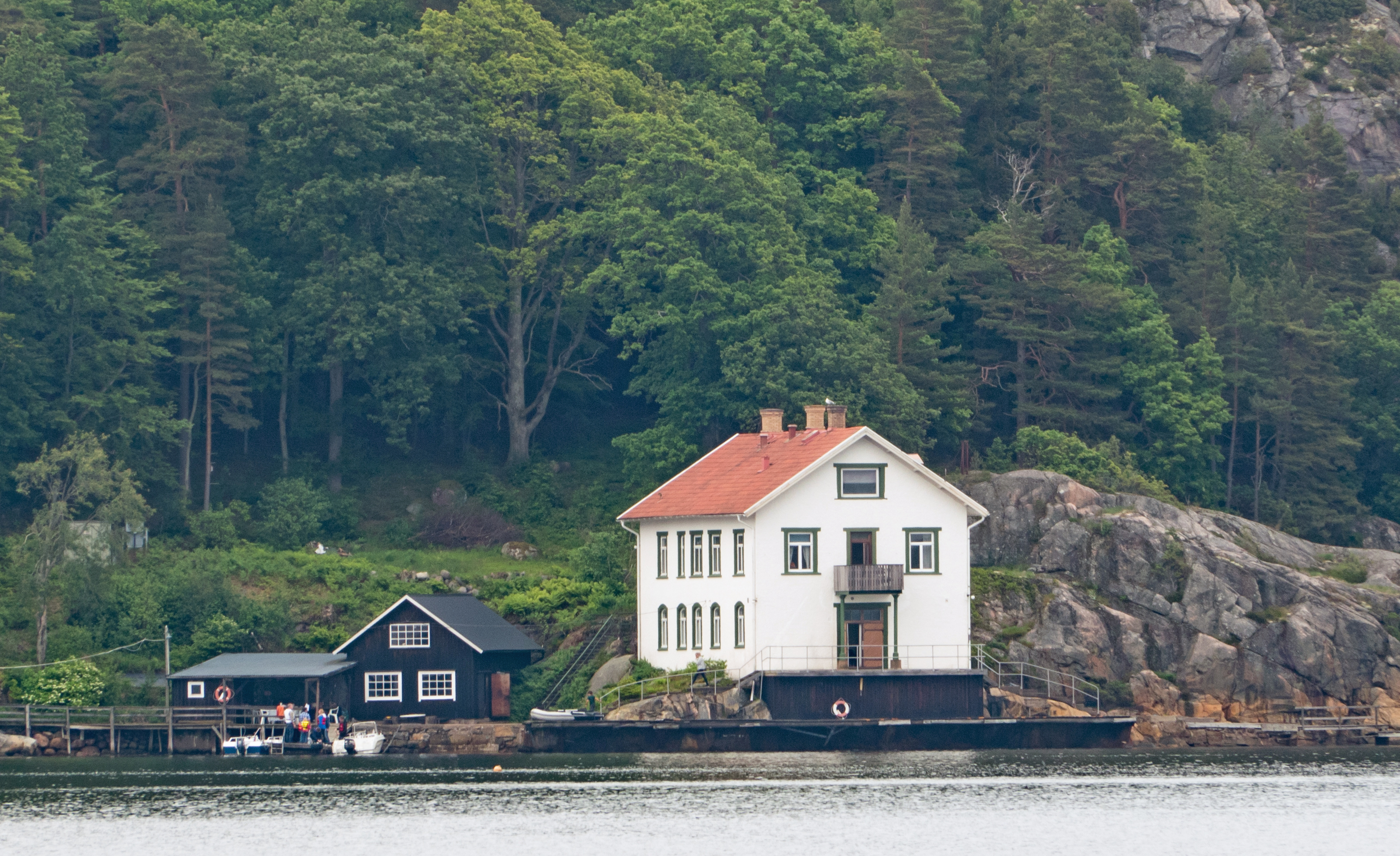
Bornö hydrografiska fältstation

Bornö havsforskningsstation uppfördes 1902 av Otto Pettersson och Gustaf Ekman, två av pionjärerna inom svensk havsforskning. Stationen byggdes för att Sverige skulle leva upp till avtalen i Internationella Havsforskningsrådet (ICES) som Sverige undertecknade i Köpenhamn 1902. 
Stationen byggdes på Otto Petterssons mark, Pettersson och Ekman finansierade bygget och hyrde sedan ut stationen till Svenska Hydrografisk-Biologiska Kommissionen, SHBK. 1932 köpte staten, genom SHBK, loss stationen av Pettersson genom en donation från Knut och Alice Wallenbergs stiftelse.
Stationens syfte var att man skulle utveckla nya mätinstrument, bearbeta mätdata från expeditioner till sjöss, utföra regelbundna hydrografiska observationer samt arbeta med vetenskapliga avhandlingar. Stationen är av många ansedd som svensk oceanografis vagga. Stationen har utnyttjats enligt intentionerna - tidvis intensivt med forskare boende på platsen och tidvis glesa besök av forskare och studentgrupper.
Stationen är belägen på Stora Bornö i Gullmarsfjorden, ungefär 100 km norr om Göteborg. Stationen med tomt (19 000 m²) är ett naturreservat.
Stationen ägs och drivs av Bornöstiftelsen (Bornö Institute for Ocean and Climate Studies) och används bland annat av Göteborgs Universitet. Den erbjuder en utmärkt miljö för fältkurser, forskning, instrumentutveckling och nationella och internationella möten och arbetsgrupper. 
Det finns åtta sovrum med femton bäddar samt två kök i de översta två våningarna. På entréplanet finns det en lektionsal som rymmer 25 personer samt fyra arbetsrum. Stationen kan även användas av andra organisationer och privatpersoner, men verksamheten skall ha en marin anknytning.

Nordvästra delen av Stora Bornö